# Eduard Bałtin
Eduard Dmitrijewicz Bałtin (ros. Эдуард Дмитриевич Балтин, ur. 21 grudnia 1936 w Smoleńsku, zm. 7 października 2008 w Moskwie) – rosyjski admirał, dowódca Floty Czarnomorskiej.

## Życiorys
Urodził się w rodzinie żołnierza. Uczył się w szkołach w Smoleńsku i Wyborgu, od 1954 służył w Marynarce Wojennej ZSRR, był kadetem Bałtyckiej Wyższej Szkoły Marynarki Wojennej i Kaspijskiej Wyższej Szkoły Marynarki Wojennej (w Baku), którą ukończył w 1958. Służył we Flocie Czarnomorskiej m.in. na okręcie "Kunica", we wrześniu 1965 został zastępcą dowódcy okrętu podwodnego, w 1968 ukończył wyższe specjalne kursy oficerskie marynarki wojennej i został zastępcą dowódcy 353 załogi Floty Czarnomorskiej. Od grudnia 1968 do kwietnia 1969 był dowódcą okrętu podwodnego "S-310" Floty Czarnomorskiej, później służył w atomowych łodziach podwodnych Floty Północnej, od 1971 jako dowódca okrętu, w 1975 ukończył Akademię Marynarki Wojennej i został szefem sztabu - zastępcą dowódcy 13 Dywizji Atomowych Łodzi Podwodnych Floty Północnej. W czerwcu 1980 ukończył Wojskową Akademię Sztabu Generalnego Sił Zbrojnych ZSRR im. Woroszyłowa i został dowódcą 41 Dywizji Strategicznych Atomowych Łodzi Podwodnych Floty Północnej w Gadżyjewie.
Od 24 czerwca do 8 lipca 1981 dowodził doświadczalnymi ćwiczeniami mającymi przetestować zdolność bojową okrętów podwodnych w lodowych warunkach; grupa taktyczna Floty Bałtyckiej dowodzona przez L. Kuwierskiego wykonała wyprawę do północnej części Morza Barentsa. Wówczas po raz pierwszy w radzieckiej Marynarce Wojennej wystrzelono dwie rakiety balistyczne z wysokich szerokości geograficznych, z wcześniejszym przełamaniem pokrywy lodowej grubości 1,8 m kadłubem okrętu podwodnego. Podczas tych ćwiczeń Bałtin był starszym na pokładzie okrętu podwodnego. Ukończenie tego specjalnego programu doświadczalnego potwierdziło możliwość wykorzystania basenu arktycznego do bojowego patrolowania podwodnych krążowników rakietowych strategicznego przeznaczenia i stosowania przez nie broni rakietowej z wynurzeniem nie tylko w przerwach w lodzie, ale również pod lodem przełamywanym przez kadłub okrętu, co znacznie zwiększyło ich potencjał bojowy. Za zasługi w tym zadaniu otrzymał tytuł Bohatera Związku Radzieckiego. W kwietniu 1982 został zastępcą dowódcy flotylli atomowych łodzi podwodnych Floty Północnej, od października 1983 do 1987 dowodził flotyllą atomowych łodzi podwodnych Floty Pacyficznej na Kamczatce, w latach 1987-1990 był zastępcą dowódcy Floty Oceanu Spokojnego, następnie objął katedrę sztuki operacyjnej marynarki wojennej Wojskowej Akademii Sztabu Generalnego Sił Zbrojnych ZSRR/Rosji. Od stycznia 1993 do stycznia 1996 dowodził Flotą Czarnomorską, w grudniu 1996 zakończył służbę wojskową. 
Był kandydatem nauk wojskowych i adiunktem. W grudniu 2009 jego imieniem nazwano szkołę średnią w Smoleńsku.

## Awanse
- kontradmirał (17 lutego 1982)
- wiceadmirał (7 maja 1989)
- admirał (16 czerwca 1993)

## Odznaczenia
- Złota Gwiazda Bohatera Związku Radzieckiego (9 października 1981)
- Order Lenina (9 października 1981)
- Order „Za służbę Ojczyźnie w Siłach Zbrojnych ZSRR” III klasy (1978)

I medale.